# Franz Köcher
Franz Köcher (* 27. Dezember 1916 in Auma; † 18. November 2002 in Berlin) war ein deutscher Altorientalist und Medizinhistoriker.

## Leben und Wirken
Franz Köcher stammte aus Thüringen und verbrachte den größten Teil seiner wissenschaftlichen Karriere in Berlin. Der gebürtige Thüringer ist in Fachkreisen vor allem durch das mehrbändige Werk Babylonisch-assyrische Medizin in Texten und Untersuchungen (BAM) bekannt.
Nach seinem Gymnasialabschluss in Gera im Jahr 1936 nahm Franz Köcher in Jena das Studium der Fächer Alte Geschichte, Orientalische Philologie und Philosophie auf. Dieses Studium wurde ab Oktober 1938 durch den Heeresdienst unterbrochen und sollte bis Kriegsende nur durch einen kurzen Studienurlaub an der Friedrich-Wilhelms-Universität zu Berlin im Wintersemester 1941/42 ergänzt werden. Nach kurzer Kriegsgefangenschaft bei der US-Armee arbeitete Franz Köcher übergangsweise als Schulhelfer, bis er im Jahr 1946 das Studium in Berlin erneut aufnehmen konnte. Hier begann der maßgebliche Einfluss seines Lehrers Erich Ebeling auf das spätere Forscherleben Franz Köchers.
Ebeling war auch Köchers Doktorvater bei der am 7. März 1949 folgenden Promotion zum Dr. phil. für Assyriologie, Orientalische Philologie und Alte Geschichte. Das Thema der Dissertation lautete: Beschwörungen gegen die Dämonin Lamaštu. Von Mai 1949 an arbeitete Köcher als Wissenschaftlicher Assistent und von Oktober 1952 an als Wissenschaftlicher Mitarbeiter am Institut für Orientforschung der Deutschen Akademie der Wissenschaften zu Berlin. Durch den Mauerbau 1961 wurde er aber gezwungen, die Stelle aufzugeben, da er in West-Berlin wohnhaft war.
Zu diesem Zeitpunkt waren aber durch die intensive Arbeit der vorangegangenen Jahre die Grundlagen für das Hauptwerk seiner Forscherkarriere, BAM, bereits gelegt.  

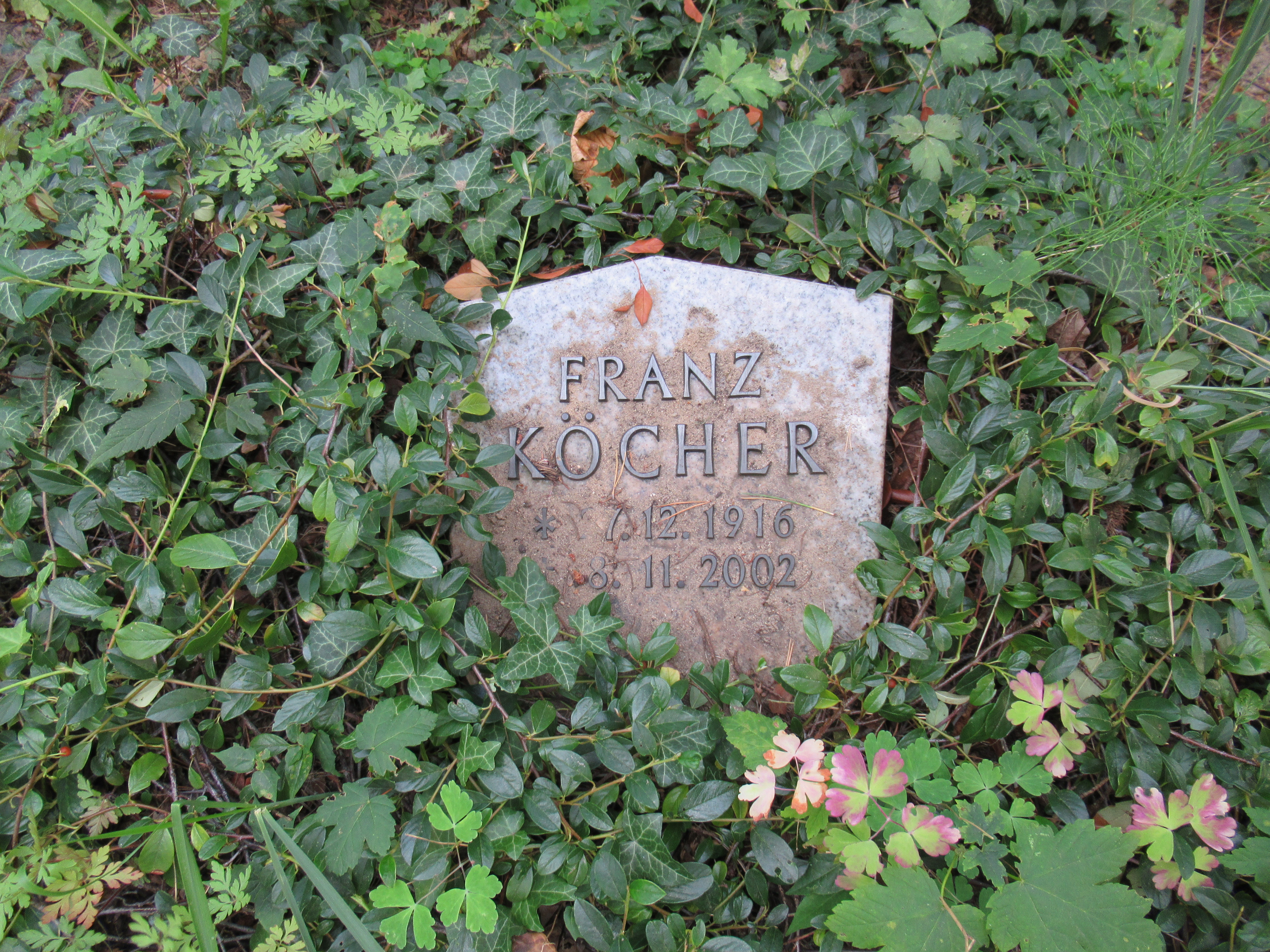
Franz Köchers Grabstein auf dem Friedhof Heerstraße in Berlin-Westend

Köchers Talent für das Erstellen von Autographien zeigte sich bereits während seiner Mitarbeit an Erich Ebelings Band Literarische Keilschrifttexte aus Assur (1953). Den Zugang zur Keilschriftmedizin fand er unter anderem durch die Mitarbeit an Keilschrifttexte zur assyrisch-babylonischen Drogen- und Pflanzenheilkunde (1955), was sich vor allem mit der pharmakologischen Serie URU.AN.NA beschäftigte.
Ab Dezember 1961 konnte Franz Köcher mit Hilfe eines Stipendiums der Deutschen Forschungsgemeinschaft seine Arbeit an medizinischen Keilschrifttexten fortsetzen. Im Mai 1963 wurde er als Wissenschaftlicher Assistent Teil des Instituts für Geschichte der Medizin der Freien Universität Berlin, an dem er die längste Zeit seiner wissenschaftlichen Karriere verbrachte. Nach seiner Habilitation im Januar 1967 wurde ihm von der Medizinischen Fakultät der Freien Universität die Venia legendi verliehen. Bis zu seiner Emeritierung im März 1983 übte er als Professor den Lehrauftrag aktiv aus und beeinflusste sowohl Mediziner als auch Historiker und Altphilologen maßgeblich in ihrer Laufbahn.
Sein Hauptwerk, Die Babylonisch-Assyrische Medizin In Texten Und Untersuchungen (BAM), begleitete Franz Köcher durch seine gesamte wissenschaftliche Laufbahn und bildet heute eines der Hauptwerke für die wissenschaftliche Erschließung der antiken mesopotamischen Medizin. Während Köchers aktiver Laufbahn erschienen die Bände 1 und 2 im Jahr 1963, Band 3 im Jahr 1964, Band 4 im Jahr 1971 und die Bände 5 und 6 im Jahr 1980. Die Bände 7 und 8 wurden von Markham J. Geller verfasst. Sie erschienen in den Jahren 2005 und 2015.

## Veröffentlichungen (Auswahl)
- Spätbabylonische medizinische Texte aus Uruk. In: Christa Habrich, Frank Marguth, Jörn Henning Wolf (Hrsg.) unter Mitarbeit von Renate Wittern: Medizinische Diagnostik in Geschichte und Gegenwart. Festschrift für Heinz Goerke zum sechzigsten Geburtstag. München 1978 (= Neue Münchner Beiträge zur Geschichte der Medizin und Naturwissenschaften: Medizinhistorische Reihe. Band 7/8), ISBN 3-87239-046-5, S. 17–40.